# نبرد شیخ سعد
نبرد شیخ سعد (به ترکی استانبولی: Sağ Sahil) در بازه زمانی ۶ تا ۸ ژانویه ۱۹۱۶ در جریان جنگ جهانی اول و در جبهه بین‌النهرین رخ داد. این نبرد در امتداد ساحل رود دجله بین «سپاه دجله» نیروهای متحد انگلیس و هند از یکسو و یگان‌های ارتش ششم امپراتوری عثمانی درگرفت. این درگیری اولین حمله از مجموعه حملات سپاه دجله بود که سعی در شکستن خطوط عثمانی برای کمک به پادگان محاصره شده در کوت داشت.